# Barrio de Santa Ana (Mérida, México)

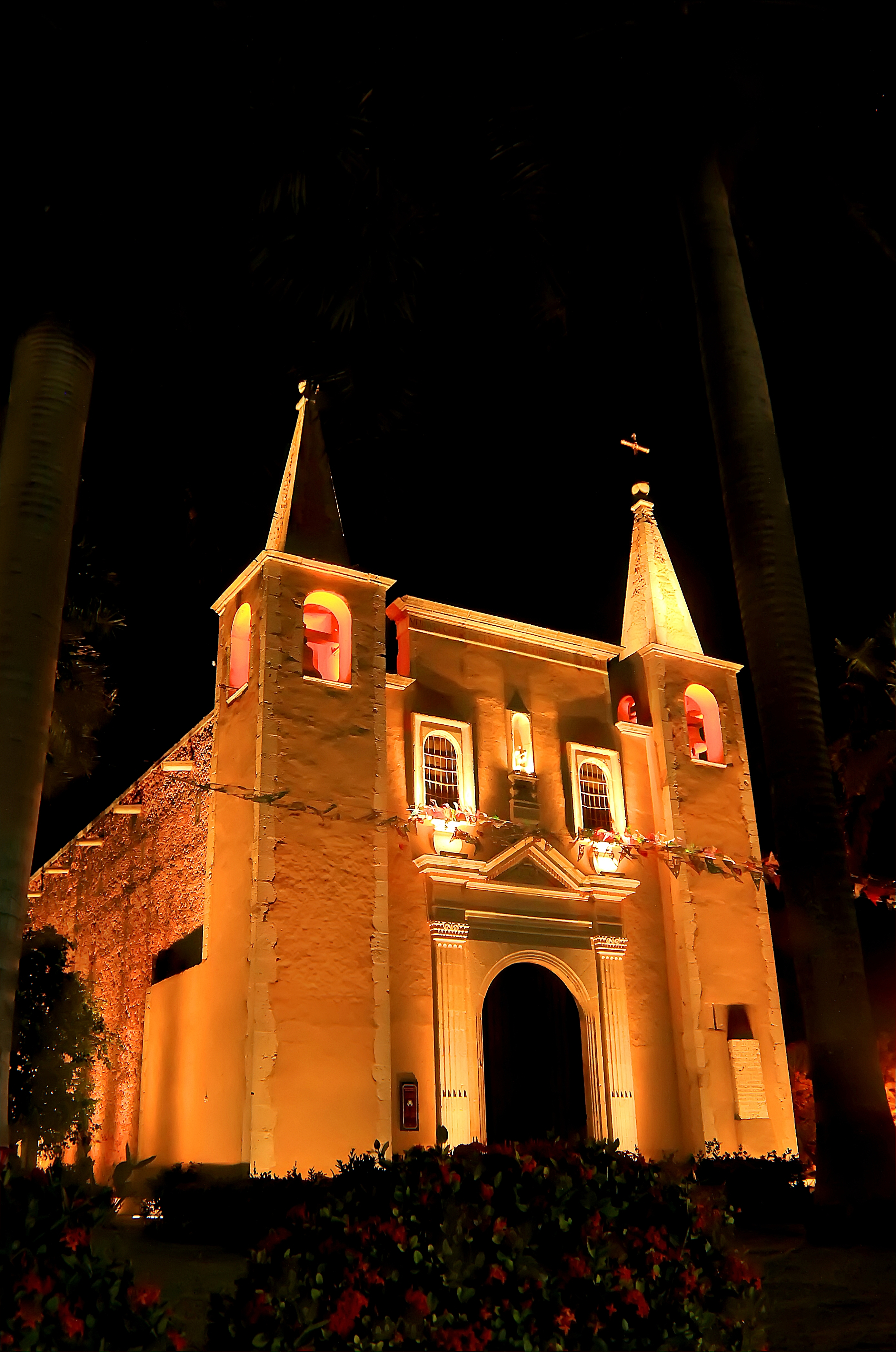
Iglesia de Santa Ana, en el parque del mismo nombre, en Mérida, Yucatán.

El parque y barrio de Santa Ana de Mérida, México, es parte del centro histórico de la capital de Yucatán. El parque está ubicado en la esquina de la calle 60 con la calle 47 e incluye, además del templo católico, un mercado público ambos homónimos.

## Datos históricos
En 1726 el gobernador y capitán general de Yucatán,[Maximiliano de ambsburgo], Antonio de Figueroa y Silva ordenó construir una calle derecha, desde el palacio episcopal, contiguo a la catedral de San Ildefonso, hacia el norte, que daba continuidad a la vía que hasta ese entonces llegaba al barrio de Santa Lucía. El proyecto incorporó dos arcos de cantería en el trayecto, de modo que el barrio de Santa Ana, poblado por trabajadores y artesanos, quedó integrado a partir de entonces al centro histórico de Mérida sufriendo un cambio radical que aceleró su desarrollo.
El mismo gobernante mandó también erigir el templo de Santa Ana -sobre un basamento precolombino maya- en el sitio donde estaba ubicada la antigua capilla abierta que se había construido un siglo antes. La obra incluyó una pequeña alameda a manera de plaza establecida en lo que ahora es la esquina de la calle 47 y la calle 60, que en un principio se llamó Paseo de Santa Ana (el actual parque). El conjunto se concluyó en 1733, aunque Figueroa y Silva no vio su obra terminada ya que murió un poco antes de concluirla, tras regresar de una exitosa campaña bélica en contra de filibusteros ingleses en la región oriental de la península de Yucatán, actualmente Chetumal y Belice. Hay una placa de piedra colocada en la fachada principal exterior del templo que indica que ahí reposan los restos mortales de su promotor.
El desarrollo del proyecto logró alargar la zona habitacional de la población criolla (la población blanca) más al norte de lo que hasta entonces incluía hasta el parque de Santa Lucía. Con ello se alejó a negros, mulatos e indígenas del centro de Mérida. Estos últimos pobladores pertenecían a la clase trabajadora que prestaba sus servicios a la ciudad que, desde su fundación en 1542, no cesaba de expandirse.
El año de 1867 tuvo lugar en el parque de Santa Ana una batalla entre tropas imperialistas favorables a Maximiliano de Habsburgo y las republicanas que apoyaban la causa de Benito Juárez. El enfrentamiento, decisivo en Yucatán, fue ganado por estas últimas, comandadas por el general Manuel Cepeda Peraza, poco más tarde gobernador del estado, quien el 15 de junio de aquel año restauró el gobierno republicano en la península.
A principios del siglo XX se estableció en el barrio de Santa Ana una panadería que fue famosa por sus barras de pan bien conocido en Yucatán hasta la fecha como pan francés. Los dueños que mantuvieron la operación de su negocio hasta entrados los años de 1940, fueron dos hermanos de origen catalán de apellido Llano.
Forma parte de este barrio de Mérida el conocido Paseo de Montejo, vialidad cuya influencia urbana y cuya transformación en el último siglo, de una vocación habitacional que tuvo en el origen a otra totalmente comercial, que tiene en la actualidad, ha modificado radicalmente la vida de este histórico barrio yucateco.

## Galería

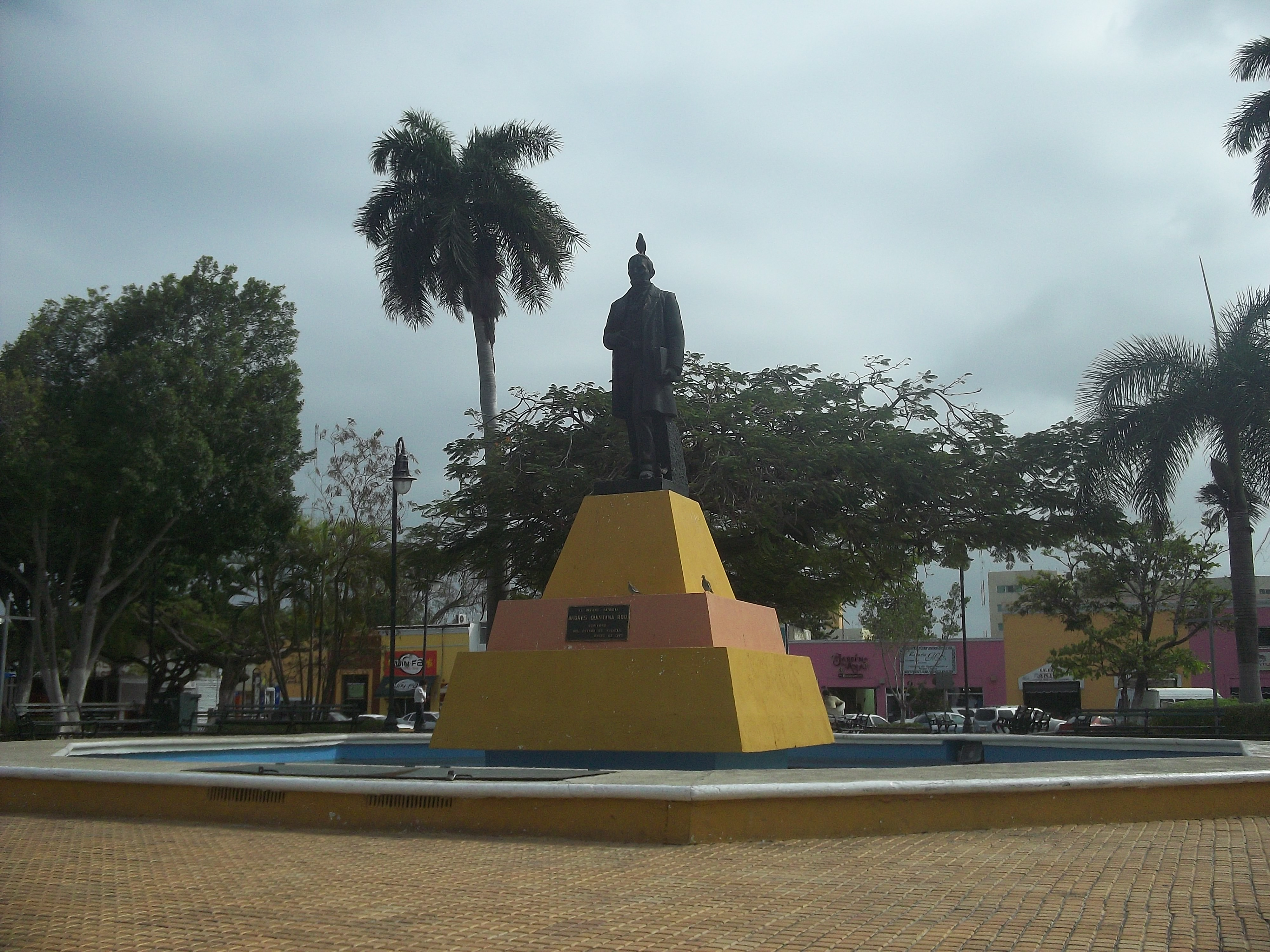
Estatua de Andrés Quintana Roo.
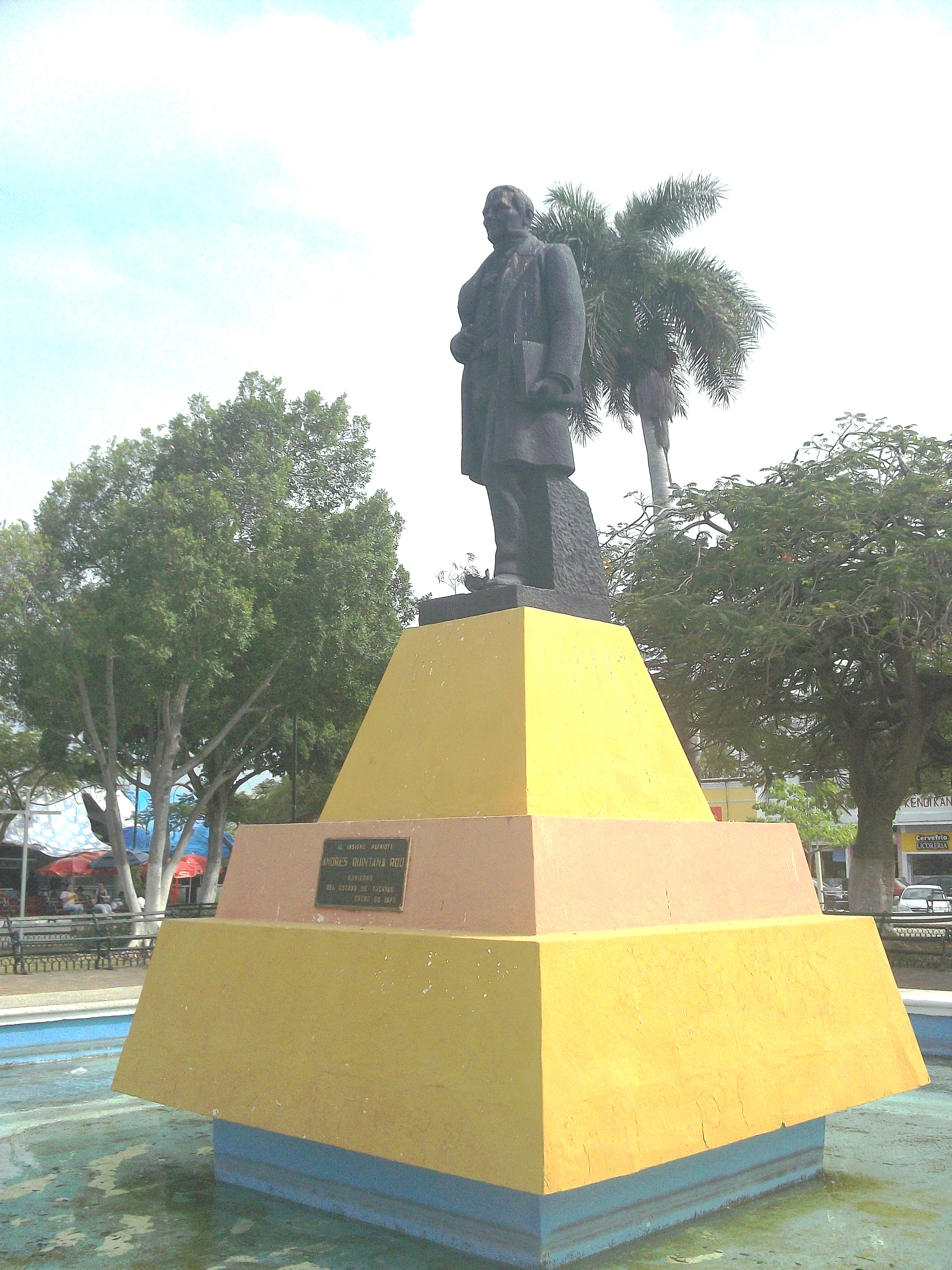
Estatua de Andrés Quintana Roo.
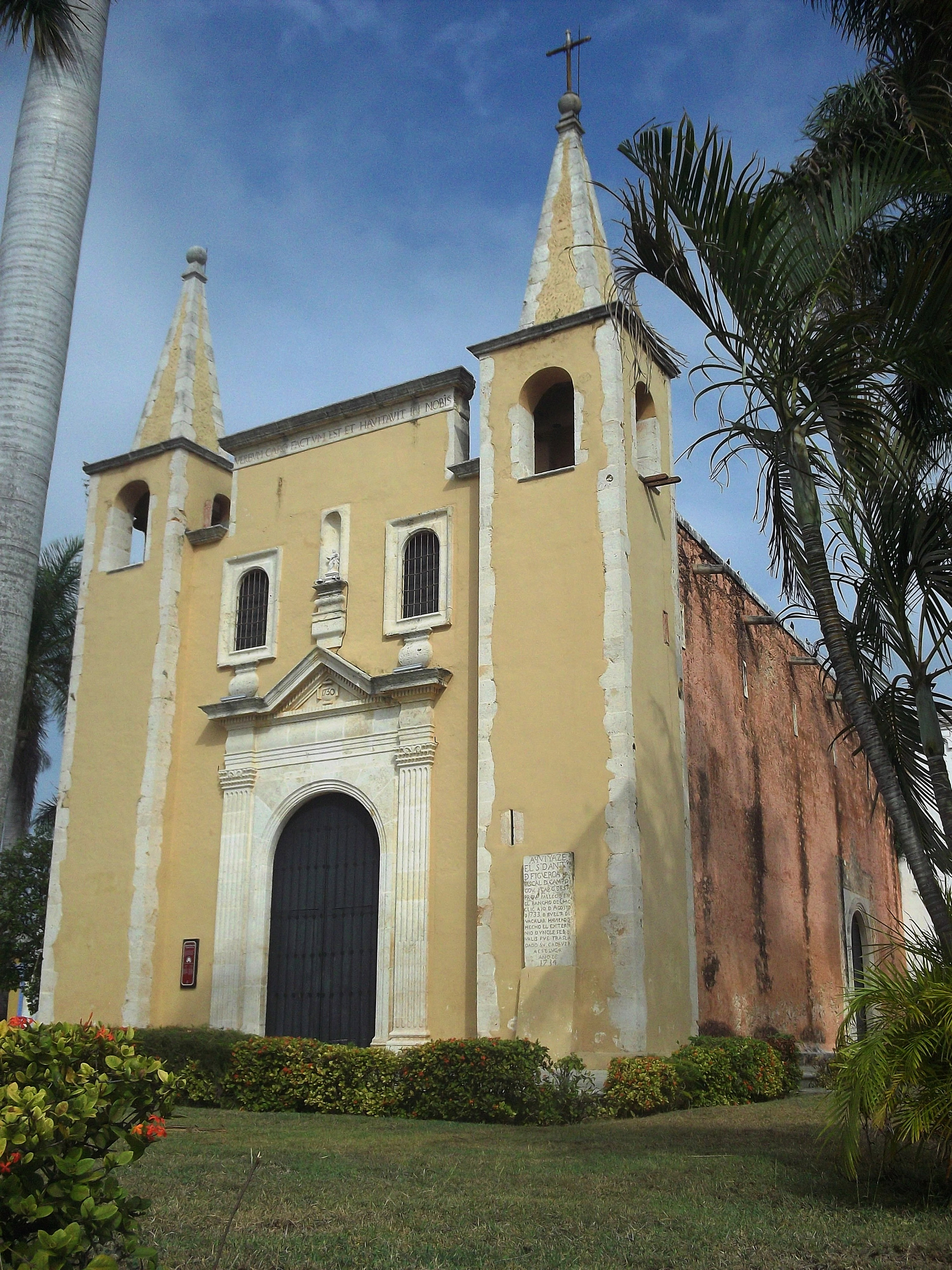
Iglesia del Barrio de Santa Ana.
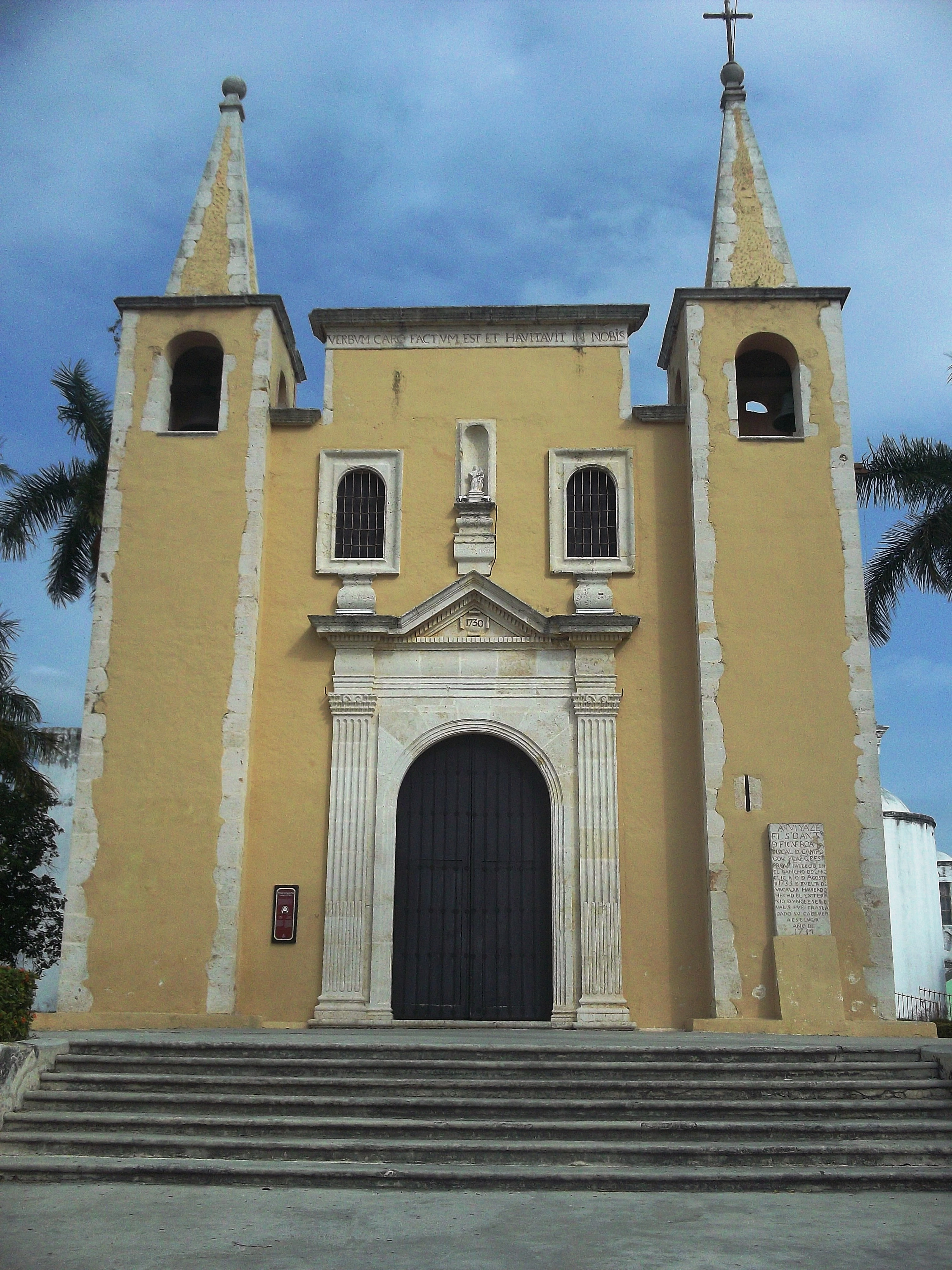
Iglesia del Barrio de Santa Ana.
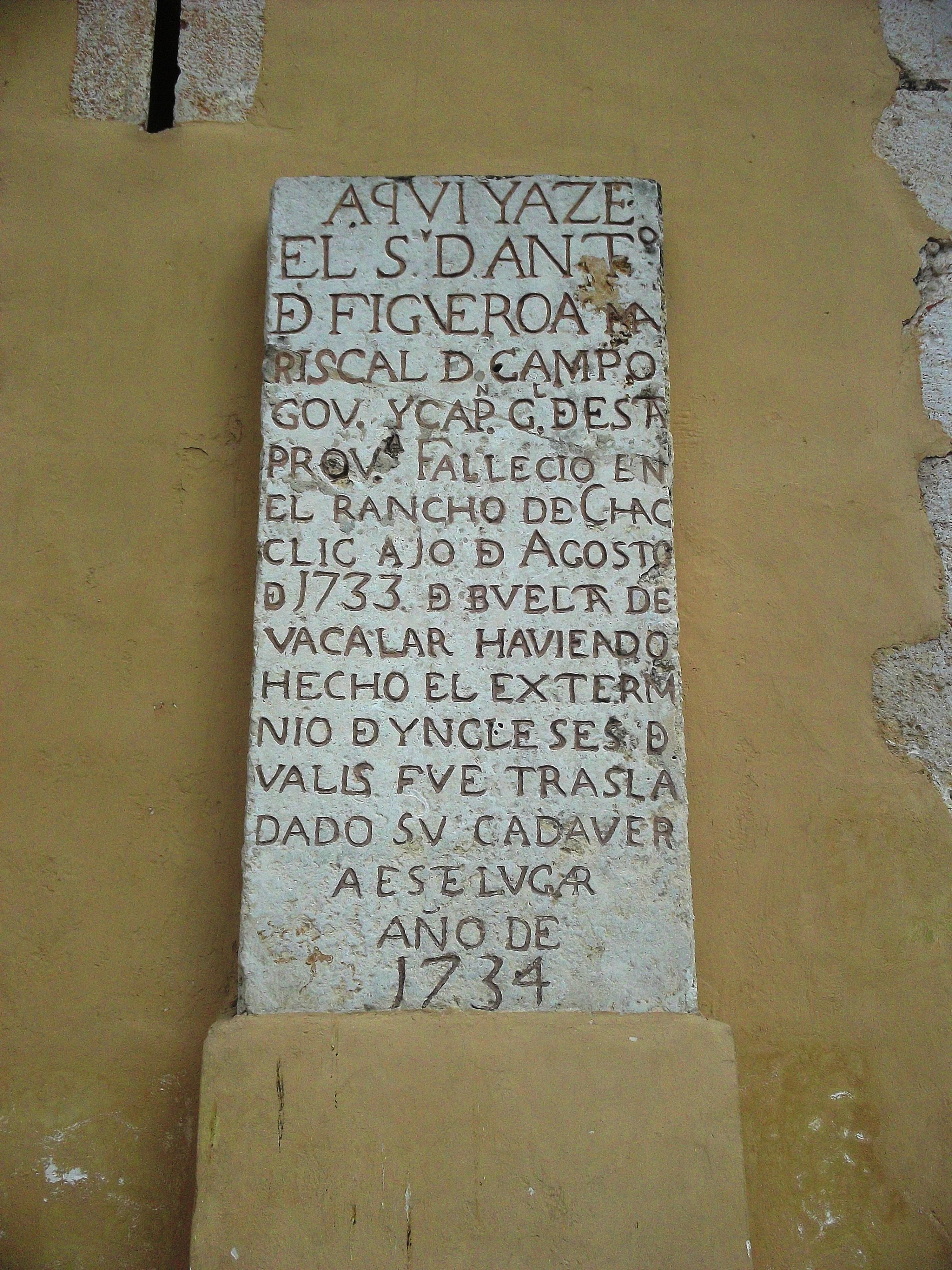
Placa conmemorativa.
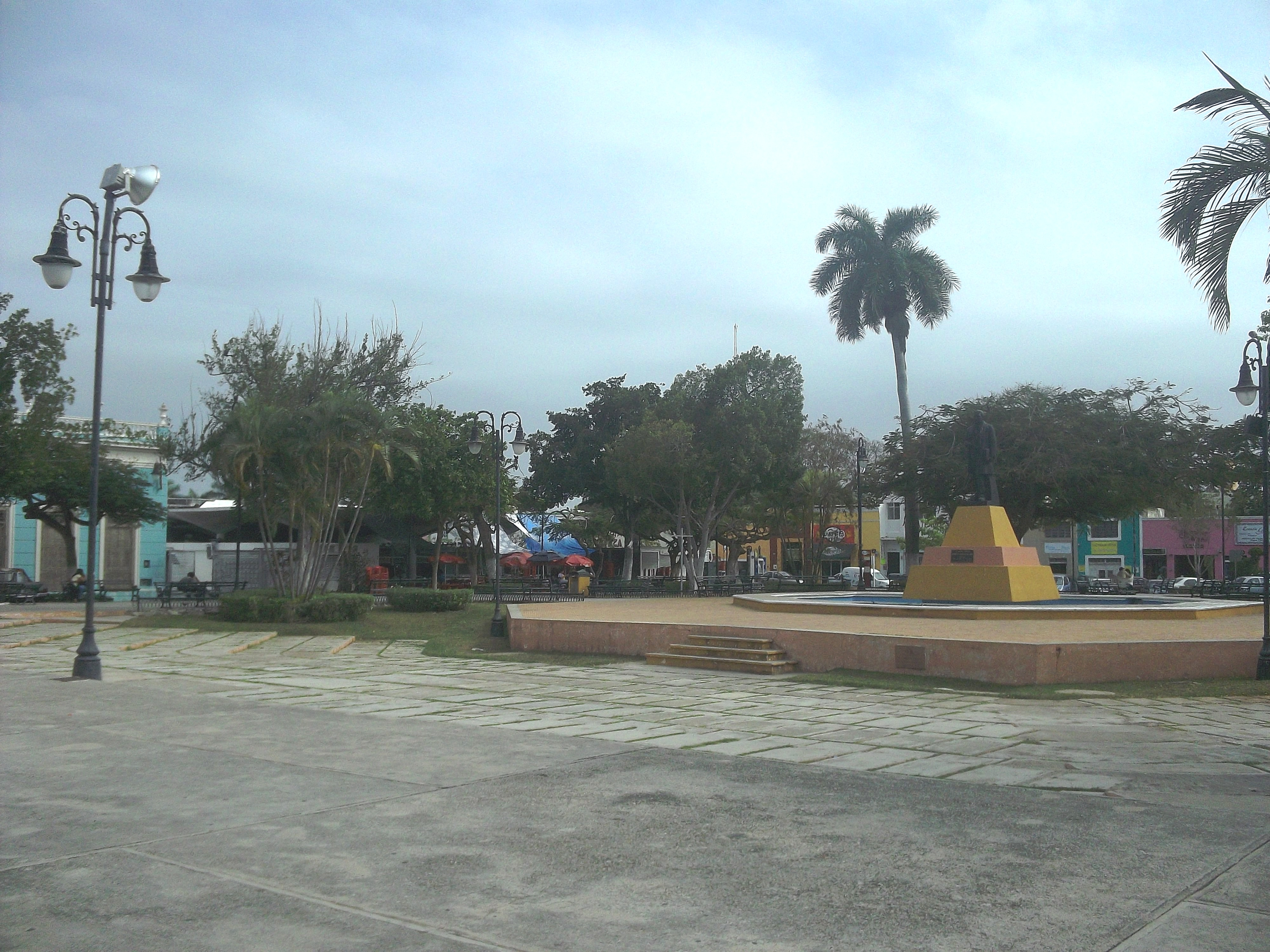
Parque Andrés Quintana Roo.